# Federazione nazionale delle istituzioni pro ciechi
La Federazione nazionale delle istituzioni pro ciechi è stata fondata a Firenze il 24 febbraio 1921, associa enti ed istituti italiani che operano a favore delle persone con disabilità visiva. Essa svolge attività di coordinamento di tutte le istituzioni federate, ma anche attività proprie al fine di promuovere l'integrazione delle persone con disabilità visiva, in particolare nel settore scolastico. A tal fine la Federazione offre consulenza tiflodidattica gratuita, organizza corsi di formazione per genitori e docenti, istituisce luoghi di incontro e confronto tra famiglie e operatori scolastici e distribuisce materiale tiflodidattico.
Le finalità statutarie della Federazione sono:
- costituire centri di ricerca pedagogica ed educativa, per realizzare studi, progetti e altre iniziative in materia di minorazione della vista, anche in collaborazione con soggetti pubblici e privati;
- coordinare le iniziative delle Istituzioni federate;
- realizzare sussidi e ausili per i minorati della vista;
- curare l'attuazione di ricerche e studi finalizzati al miglioramento delle strutture educative operanti nel settore dei minorati della vista;
- promuovere e favorire la scolarizzazione degli alunni minorati della vista;
- interessare i pubblici poteri, ai vari livelli, per promuovere, ove necessario, il raggiungimento di intese volte a garantire l'applicazione delle leggi vigenti a favore dell'istruzione e dell'educazione dei giovani minorati della vista;
- contribuire, con apposite iniziative scientifiche, convegni di studio, incontri e seminari di aggiornamento, alla diffusione della cultura concernente la minorazione visiva;
- instaurare rapporti internazionali, in particolare in ambito europeo, con le Istituzioni che operano a favore dei minorati della vista;
- collaborare con l'Unione Italiana dei Ciechi e degli Ipovedenti per una sempre maggiore elevazione sociale dei minorati della vista;
- promuovere studi e ricerche per l'individuazione di metodologie volte a garantire la migliore assistenza possibile agli anziani con disabilità visiva ospiti presso strutture di ricovero.